# 不規則性エントロピー
「不規則性エントロピー」(ふきそくせいエントロピー)は、彩音の楽曲。26枚目のシングルとして、2021年2月6日にMAGES.から発売された。

## 概要
前作「神様のシンドローム」から約3か月ぶりのリリースとなった。表題曲は『ひぐらしのなく頃に業』のエンディングテーマに使用され、カップリング曲は2020年発売のパチンコ『Pひぐらしのなく頃に～廻～』に搭載されたオリジナル楽曲となる。
アニメ版のCDジャケットには、『ひぐらしのなく頃に業』の登場人物である北条沙都子が描かれている。

## チャート成績
オリコン週間チャートで初登場57位を記録し、初動売上は555枚を記録した。チャート登場回数は5回、累計1,552枚のセールスを記録した。

## 収録内容
| #         | タイトル                               | 作詞       | 作曲       | 編曲          | 時間  |
| --------- | -------------------------------------- | ---------- | ---------- | ------------- | ----- |
| 1.        | 「不規則性エントロピー」               | 志倉千代丸 | 志倉千代丸 | 悠木真一      | 4:23  |
| 2.        | 「Resonant fragments」                 | 本木咲黒   | dai        | xaki、M.Zakky | 3:55  |
| 3.        | 「薄明のモノローグ」                   | 彩音       | 志倉千代丸 | 悠木真一      | 4:45  |
| 4.        | 「不規則性エントロピー」(instrumental) |            |            |               | 4:23  |
| 5.        | 「Resonant fragments」(instrumental)   |            |            |               | 3:55  |
| 6.        | 「薄明のモノローグ」(instrumental)     |            |            |               | 4:45  |
| 合計時間: | 合計時間:                              | 合計時間:  | 合計時間:  | 合計時間:     | 26:06 |